# Veyreau
Veyreau est une commune française située dans le département de l'Aveyron, en région Occitanie.
Le patrimoine architectural de la commune comprend un immeuble protégé au titre des monuments historiques : le prieuré de Saint-Jean-de-Balmes, classé en 1989.

## Géographie

### Généralités

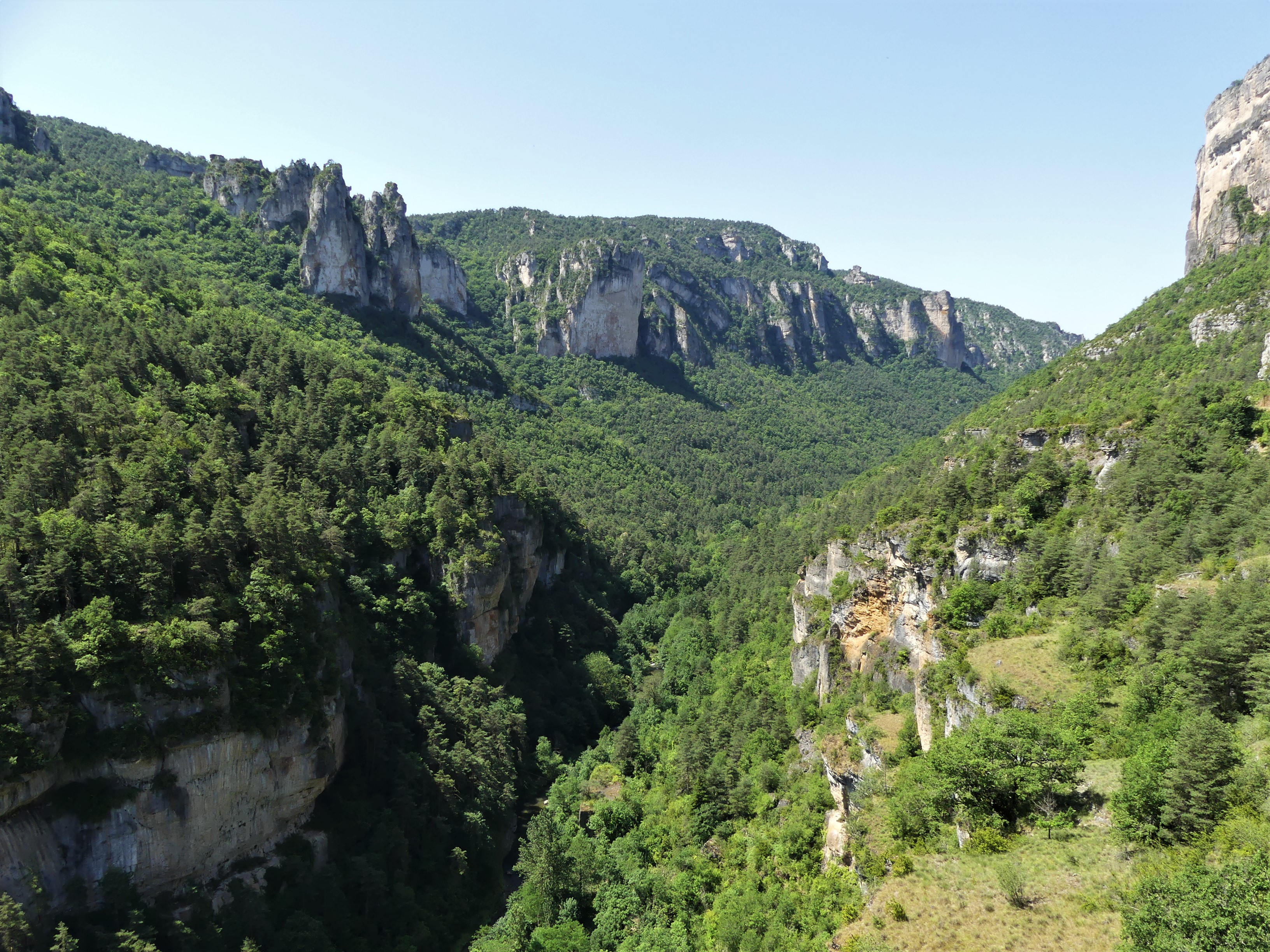
.Les gorges de la Jonte en limite de Veyreau (à gauche) et de Saint-Pierre-des-Tripiers (à droite).

Dans le quart sud-est du département de l'Aveyron et limitrophe des départements de la Lozère et du Gard, la commune de Veyreau est située en bordure nord du causse Noir, dans le parc naturel régional des Grands Causses. Bordé au nord sur une douzaine de kilomètres par la Jonte et ses gorges, le territoire communal s'étend sur 41,09 km2.
L'altitude minimale, 428 mètres, se trouve localisée à l'extrême nord-ouest, là où la Jonte quitte la commune et sert de limite entre celles de Peyreleau et de Saint-Pierre-des-Tripiers. L'altitude maximale avec 1 011 mètres est située au sud-est, au Serre de Capelle, au nord du village d'Aluech.
Sur le plateau du causse Noir et traversé par la route départementale (RD) 584, le bourg de Veyreau est situé, en distances orthodromiques, vingt kilomètres au nord-est de Millau.
La commune est également desservie par la RD 29.
Entre les communes de Meyrueis et Saint-André-de-Vézines, le GR 62A traverse la commune de l'est vers le sud sur environ neuf kilomètres, passant par le bourg de Veyreau.

### Communes limitrophes
Veyreau est limitrophe de six autres communes dont trois en Lozère et une dans le Gard. Au nord-ouest, le territoire communal est distant d'environ 500 mètres de celui du Rozier (Lozère).
| Saint-Pierre-des-Tripiers (Lozère) |                        | Hures-la-Parade (Lozère) |
| Peyreleau                          | Veyreau                | Meyrueis (Lozère)        |
|                                    | Saint-André-de-Vézines | Lanuéjols (Gard)         |

### Hydrographie

#### Réseau hydrographique

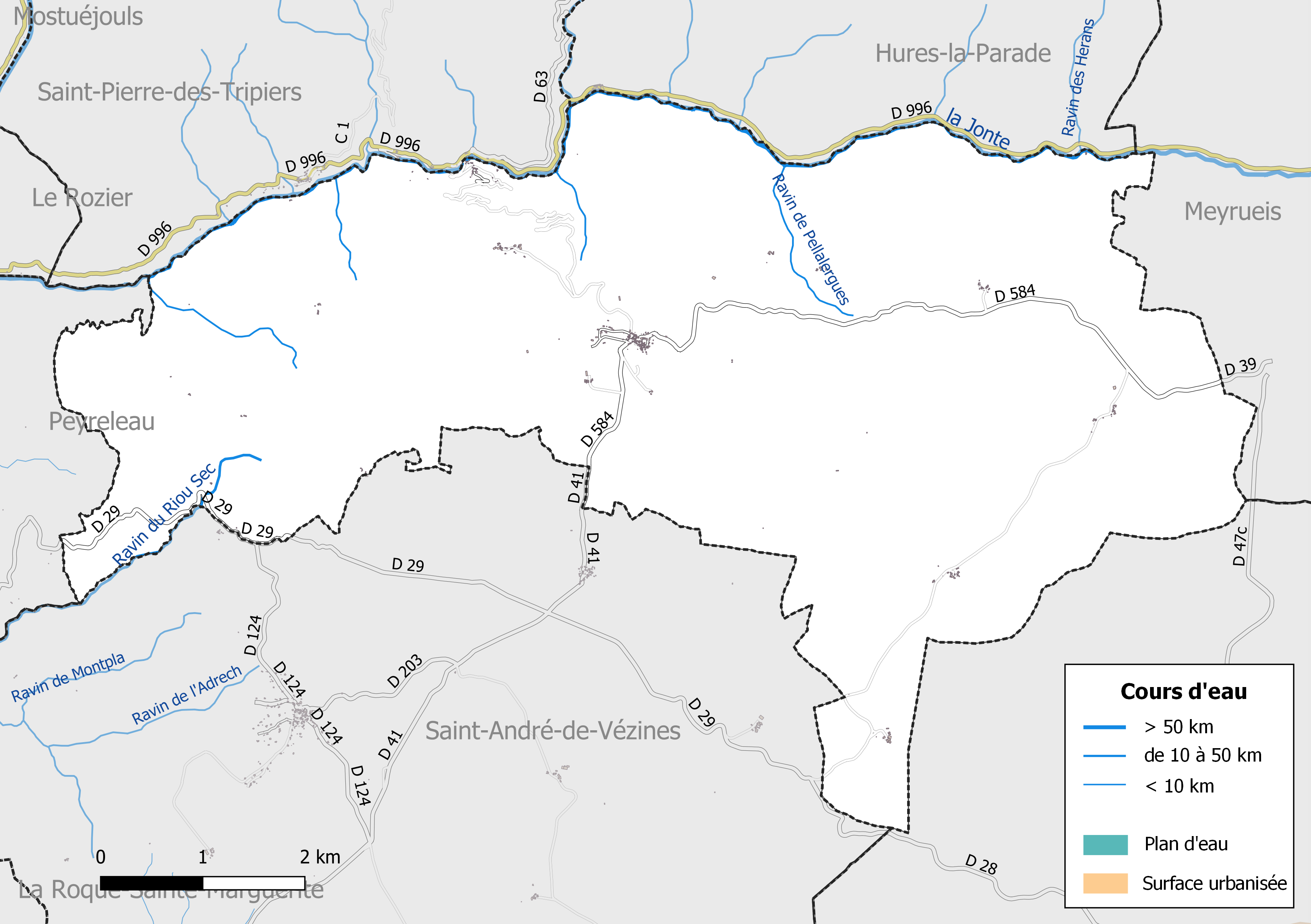
Réseaux hydrographique et routier de Veyreau.

La commune est drainée par la Jonte, le ravin du Riou Sec, le ravin de la Castèle, le ravin de Pellalergues et par divers petits cours d'eau.
La Jonte, d'une longueur totale de 38,6 km, prend sa source dans la commune de Gatuzières (48) et se jette  dans le Tarn à Peyreleau, après avoir arrosé 7 communes.

#### Gestion des cours d'eau
Afin d’atteindre le bon état des eaux imposé par la Directive-cadre sur l'eau du 23 octobre 2000, plusieurs outils de gestion intégrée s’articulent à différentes échelles pour définir et mettre en œuvre un programme d’actions de réhabilitation et de gestion des milieux aquatiques : le SDAGE (Schéma directeur d'aménagement et de gestion des eaux), à l’échelle du bassin hydrographique, et le SAGE (Schéma d'aménagement et de gestion des eaux), à l’échelle locale. Ce dernier fixe les objectifs généraux d’utilisation, de mise en valeur et de protection quantitative et qualitative des ressources en eau superficielle et souterraine. Trois SAGE sont mis en oeuvre dans le département de l'Aveyron.
La commune fait partie du SAGE Tarn amont, approuvé le 15 décembre 2015, au sein du SDAGE Adour-Garonne. Le territoire de ce SAGE concerne une partie des bassins du Tarn de l’Aveyron et de l’Agout. Il couvre 69 communes, sur trois départements (Aveyron, Gard et Lozère) et deux régions, pour une superficie de 2 700 km2,. Le pilotage et l’animation du SAGE et du contrat de rivière du Tarn-amont associé sont assurés par le Syndicat mixte du bassin versant du Tarn-amont (SMBVTAM), qualifié de « structure porteuse ». Cet organisme a été créé le 1er avril 2018 et est constitué de neuf communautés de communes.

### Climat
Pour des articles plus généraux, voir Climat de l'Occitanie et Climat de l'Aveyron.
En 2010, le climat de la commune est de type climat des marges montargnardes, selon une étude s'appuyant sur une série de données couvrant la période 1971-2000. En 2020, Météo-France publie une typologie des climats de la France métropolitaine dans laquelle la commune est exposée à un climat de montagne et est dans la région climatique Sud-est du Massif Central, caractérisée par une pluviométrie annuelle de 1 000 à 1 500 mm, minimale en été, maximale en automne.
Pour la période 1971-2000, la température annuelle moyenne est de 9,1 °C, avec une amplitude thermique annuelle de 15,4 °C. Le cumul annuel moyen de précipitations est de 1 065 mm, avec 10,8 jours de précipitations en janvier et 5,5 jours en juillet. Pour la période 1991-2020, la température moyenne annuelle observée sur la station météorologique la plus proche, située sur la commune de Saint-Pierre-des-Tripiers à 3,62 km à vol d'oiseau, est de 0,0 °C et le cumul annuel moyen de précipitations est de 0,0 mm,. Pour l'avenir, les paramètres climatiques de la commune estimés pour 2050 selon différents scénarios d'émission de gaz à effet de serre sont consultables sur un site dédié publié par Météo-France en novembre 2022.

### Milieux naturels et biodiversité

#### Espaces protégés
La protection réglementaire est le mode d’intervention le plus fort pour préserver des espaces naturels remarquables et leur biodiversité associée.
Dans ce cadre, la commune fait partie d'un espace protégé, le Parc naturel régional des Grands Causses, créé en 1995 et d'une superficie de 327 937 ha, qui s'étend sur 97 communes. Ce territoire rural habité, reconnu au niveau national pour sa forte valeur patrimoniale et paysagère, s’organise autour d’un projet concerté de développement durable, fondé sur la protection et la valorisation de son patrimoine,,.
Un autre espace protégé est présent sur la commune : 
Le Cirque de Madasse, une réserve biologique intégrale, d'une superficie de 80,7 ha, partagé avec la commune de Peyreleau.

#### Sites Natura 2000

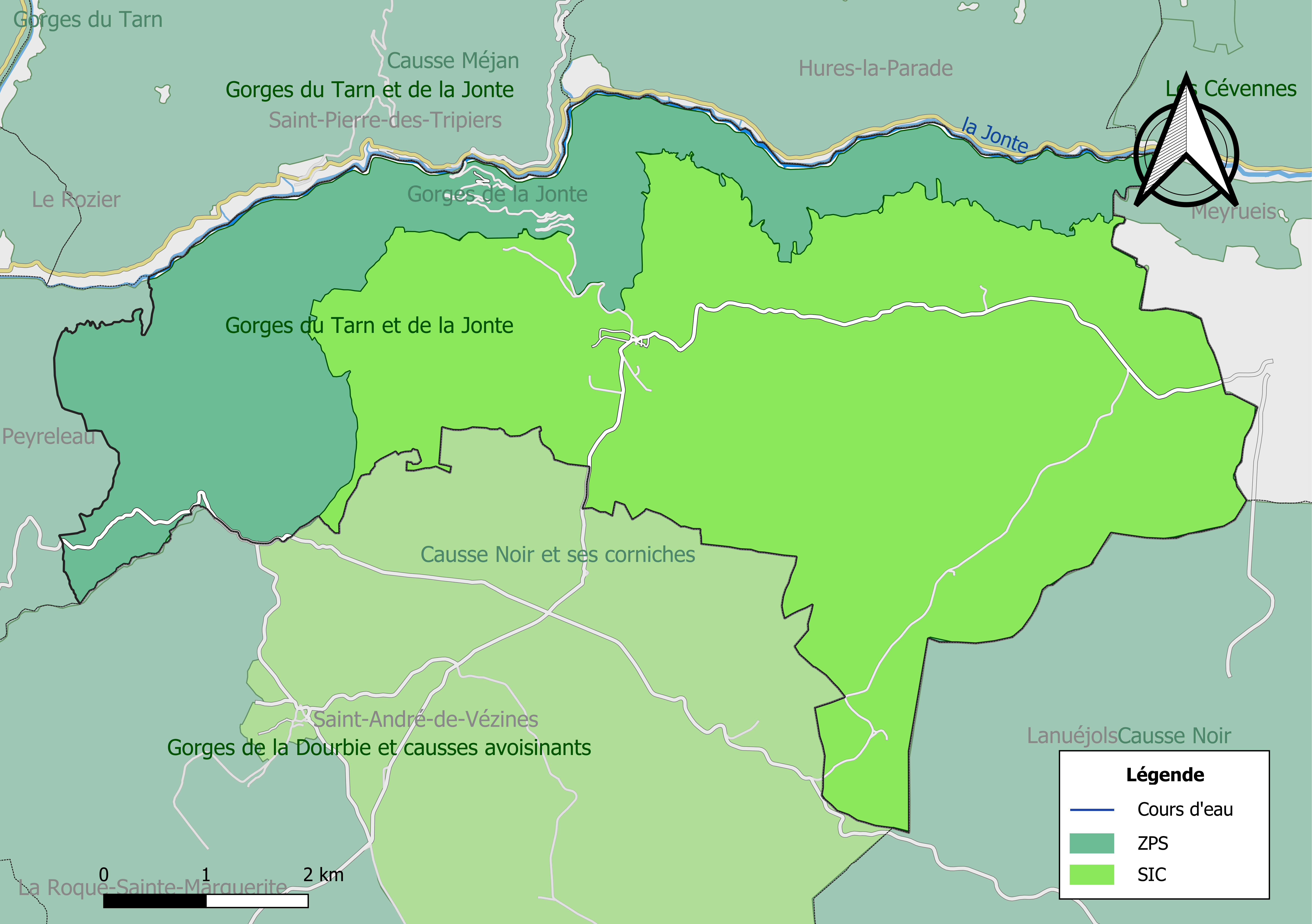
Sites Natura 2000 sur le territoire communal.

Le réseau Natura 2000 est un réseau écologique européen de sites naturels d’intérêt écologique élaboré à partir des Directives « Habitats » et « Oiseaux ». Ce réseau est constitué de Zones spéciales de conservation (ZSC) et de Zones de protection spéciale (ZPS). Dans les zones de ce réseau, les États Membres s'engagent à maintenir dans un état de conservation favorable les types d'habitats et d'espèces concernés, par le biais de mesures réglementaires, administratives ou contractuelles.
Deux sites Natura 2000 ont été définis sur la commune au titre de la « directive Habitats » : 
- les « Gorges de la Jonte », partagées avec la commune de Peyreleau, d'une superficie de 778 ha, sont un très bel ensemble de gorges et de corniches avec végétation rupicole, landes et taillis de Chênes pubescents et de Pins sylvestres[22] ;
- le « Causse Noir et ses corniches », d'une superficie de 13 990 ha, est un plateau calcaire et dolomitique avec pelouses sèches, forêts et taillis de chênes et de pins sylvestres, avec une bordure de falaises et de gorges[23] ;

et un au titre de la « directive Oiseaux » :  
- les « Gorges du Tarn et de la Jonte », d'une superficie de 5 841 ha sur 7 communes du département, où seize espèces de l'annexe 1 se reproduisent sur le site, parmi lesquelles dix espèces de rapaces[24].

#### Zones naturelles d'intérêt écologique, faunistique et floristique
L’inventaire des zones naturelles d'intérêt écologique, faunistique et floristique (ZNIEFF) a pour objectif de réaliser une couverture des zones les plus intéressantes sur le plan écologique, essentiellement dans la perspective d’améliorer la connaissance du patrimoine naturel national et de fournir aux différents décideurs un outil d’aide à la prise en compte de l’environnement dans l’aménagement du territoire.
Le territoire communal de Veyreau comprend trois ZNIEFF de type 1, : 
- les « Corniches du Causse Noir » (1 985 ha), couvrant 8 communes du département[26] ;
- les « Gorges de la Jonte » (2 578 ha), couvrant 6 communes dont 2 dans l'Aveyron et 4 dans la Lozère[27] ;
- la « Partie orientale du Causse Noir » (5 655 ha), couvrant 5 communes dont 3 dans l'Aveyron, 1 dans le Gard et 1 dans la Lozère[28] ;

et deux ZNIEFF de type 2, : 
- le « Causse Noir et ses corniches » (20 863 ha), qui s'étend sur 14 communes dont 10 dans l'Aveyron, 3 dans le Gard et 1 dans la Lozère[29] ;
- les « Gorges de la Jonte » (4 568 ha), qui s'étend sur 8 communes dont 2 dans l'Aveyron et 6 dans la Lozère[30].

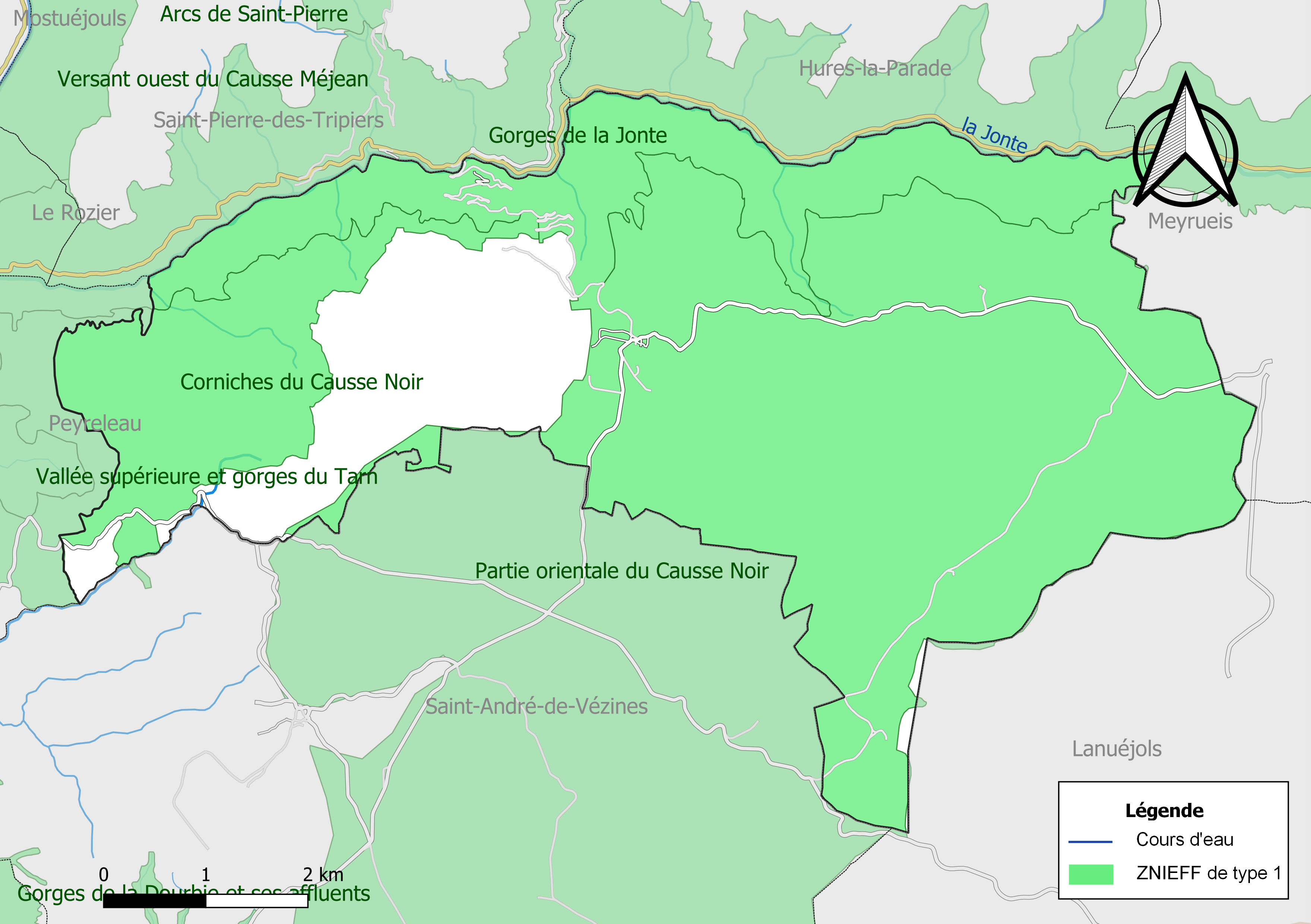
Carte des ZNIEFF de type 1 de la commune.
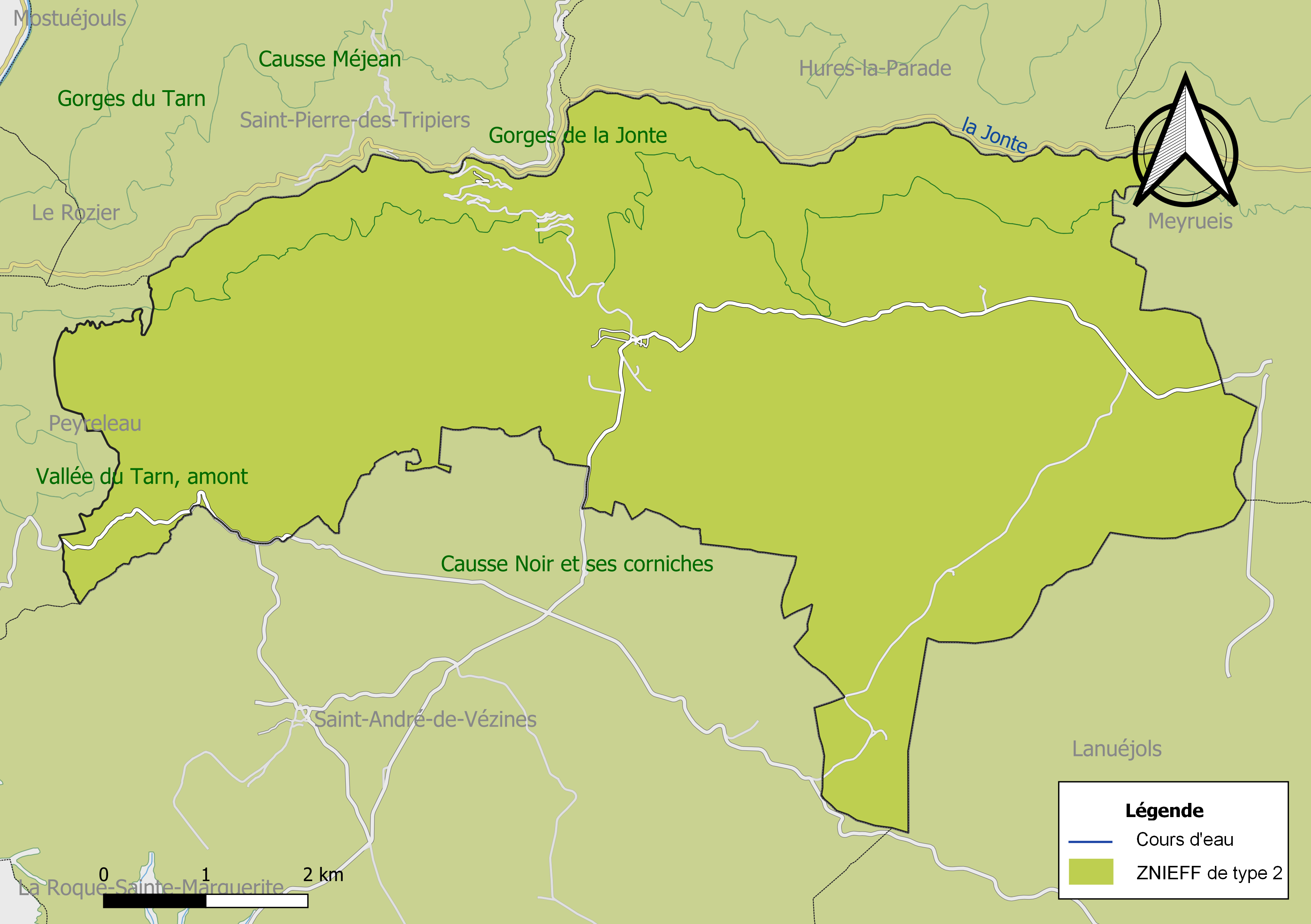
Carte des ZNIEFF de type 2 de la commune.

## Urbanisme

### Typologie
Au 1er janvier 2024, Veyreau est catégorisée commune rurale à habitat dispersé, selon la nouvelle grille communale de densité à 7 niveaux définie par l'Insee en 2022.
Elle est située hors unité urbaine. Par ailleurs la commune fait partie de l'aire d'attraction de Millau, dont elle est une commune de la couronne,. Cette aire, qui regroupe 23 communes, est catégorisée dans les aires de moins de 50 000 habitants,.

### Occupation des sols

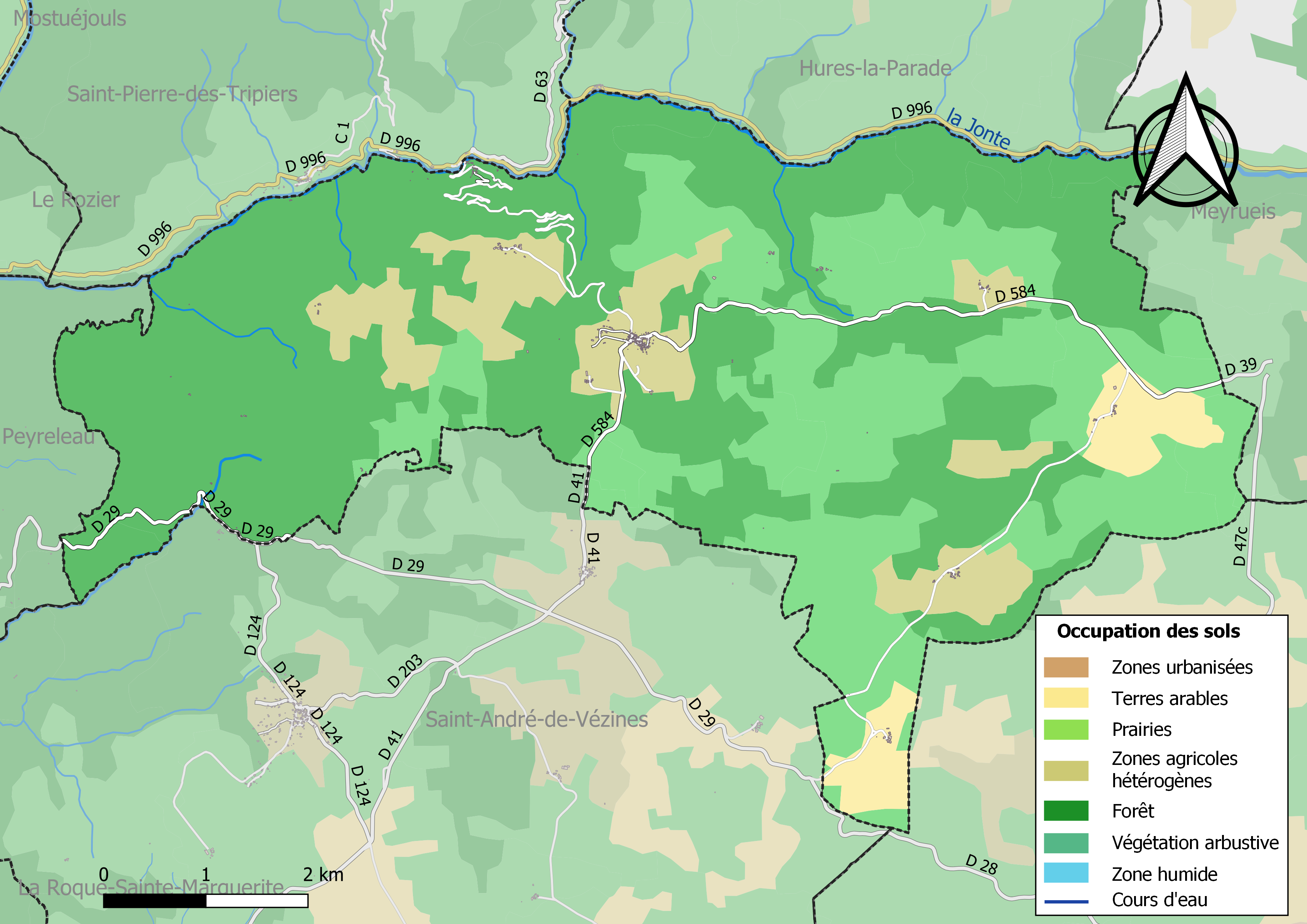
Infrastructures et occupation des sols de la commune de Veyreau.

L'occupation des sols de la commune, telle qu'elle ressort de la base de données européenne d’occupation biophysique des sols Corine Land Cover (CLC), est marquée par l'importance des forêts et milieux semi-naturels (86 % en 2018), une proportion sensiblement équivalente à celle de 1990 (85,7 %). La répartition détaillée en 2018 est la suivante : 
forêts (54,2 %), milieux à végétation arbustive et/ou herbacée (31,9 %), zones agricoles hétérogènes (10,3 %), terres arables (3,7 %).

### Planification
La loi SRU du 13 décembre 2000 a incité fortement les communes à se regrouper au sein d’un établissement public, pour déterminer les partis d’aménagement de l’espace au sein d’un SCoT, un document essentiel d’orientation stratégique des politiques publiques à une grande échelle. La commune est dans le territoire du SCoT du Parc naturel régional des Grands Causses, approuvé le vendredi 7 juillet 2017 par le comité syndical et mis à l’enquête publique en décembre 2019. La structure porteuse est le Pôle d'équilibre territorial et rural du PNR des Grands Causses, qui associe huit communautés de communes, notamment la communauté de communes de Millau Grands Causses, dont la commune est membre.
La commune disposait en 2017 d'une carte communale approuvée et un plan local d'urbanisme était en élaboration.

### Risques majeurs
Le territoire de la commune de Veyreau est vulnérable à différents aléas naturels : climatiques (hiver exceptionnel ou canicule), feux de forêts et séisme (sismicité faible).
Il est également exposé à un risque particulier, le risque radon,.

#### Risques naturels
Le Plan départemental de protection des forêts contre les incendies découpe le département de l’Aveyron en sept « bassins de risque » et définit une sensibilité des communes à l’aléa feux de forêt (de faible à très forte). La commune est classée en sensibilité très forte.
Les mouvements de terrains susceptibles de se produire sur la commune sont liés à la présence de cavités souterraines localisées sur la commune,.

#### Risque particulier
Dans plusieurs parties du territoire national, le radon, accumulé dans certains logements ou autres locaux, peut constituer une source significative d’exposition de la population aux rayonnements ionisants. Toutes les communes du département sont concernées par le risque radon à un niveau plus ou moins élevé. Selon le dossier départemental des risques majeurs du département établi en 2013, la commune de Veyreau est classée à risque faible. Un décret du 4 juin 2018 a modifié la terminologie du zonage définie dans le code de la santé publique et a été complété par un arrêté du 27 juin 2018 portant délimitation des zones à potentiel radon du territoire français. La commune est désormais en zone 1, à savoir zone à potentiel radon faible.

## Toponymie

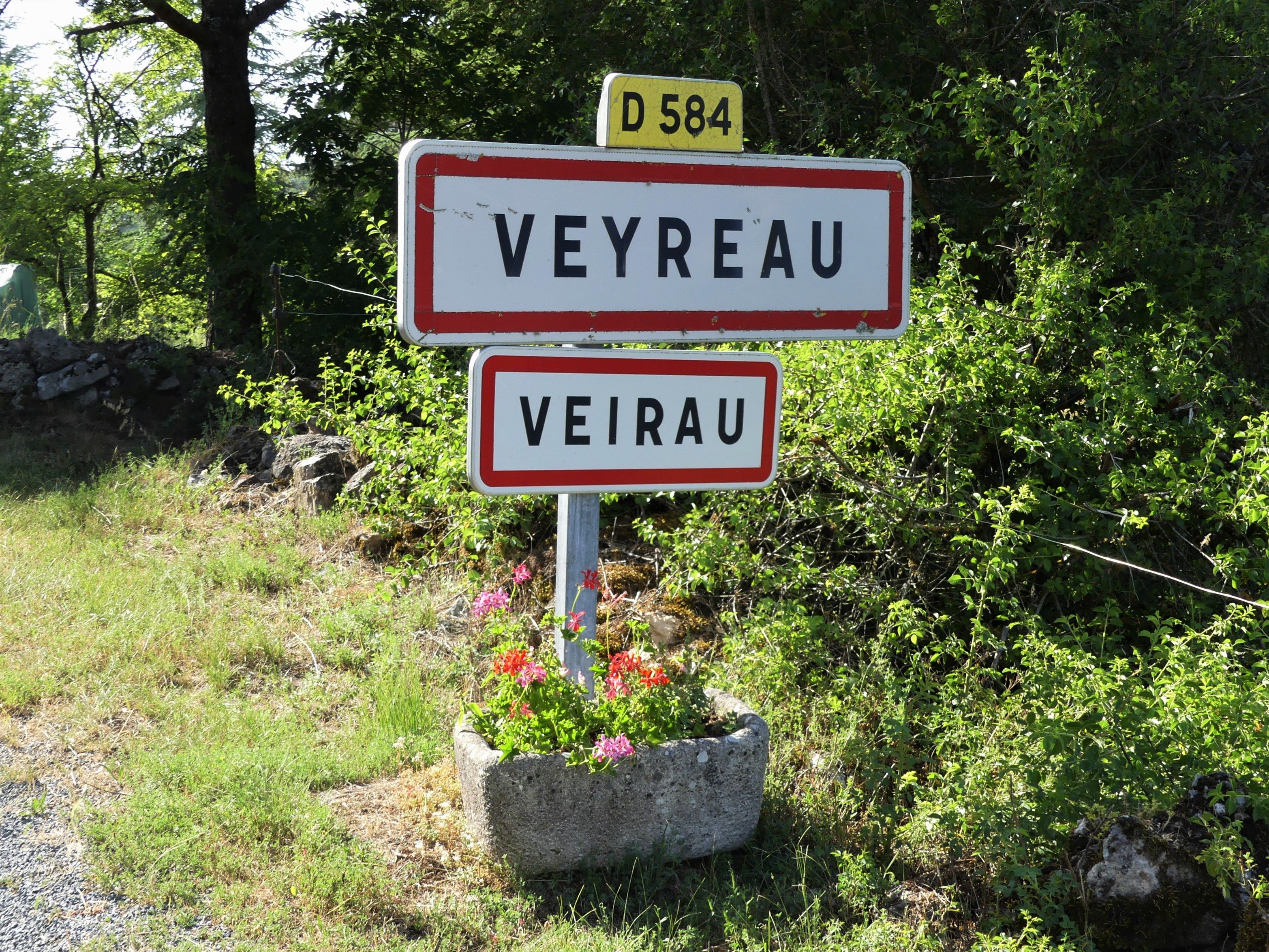
Panneau d'entrée au bourg de Veyreau.

Veyreau a été orthographié « Veyrau » (carte d'État-Major) et « Veirau » (carte de Cassini).
En occitan rouergat, la commune porte le nom de Veirau.

## Histoire
À partir de 1799, la bête de Veyreau aurait fait « des dizaines de victimes » parmi les habitants du causse Noir, à tel point qu'ils pensèrent que la bête du Gévaudan était venue jusque chez eux.
De 1834 à 1849, la commune a été intégrée à celle de Saint-André-de-Vézines.

## Politique et administration

### Découpage territorial
La commune de Veyreau est membre de la communauté de communes de Millau Grands Causses, un établissement public de coopération intercommunale (EPCI) à fiscalité propre créé le 27 décembre 1999 dont le siège est à Millau. Ce dernier est par ailleurs membre d'autres groupements intercommunaux.
Sur le plan administratif, elle est rattachée à l'arrondissement de Millau, au département de l'Aveyron et à la région Occitanie. Sur le plan électoral, elle dépend du  canton de Tarn et Causses pour l'élection des conseillers départementaux, depuis le redécoupage cantonal de 2014 entré en vigueur en 2015, et de la troisième circonscription de l'Aveyron  pour les élections législatives, depuis le dernier découpage électoral de 2010.

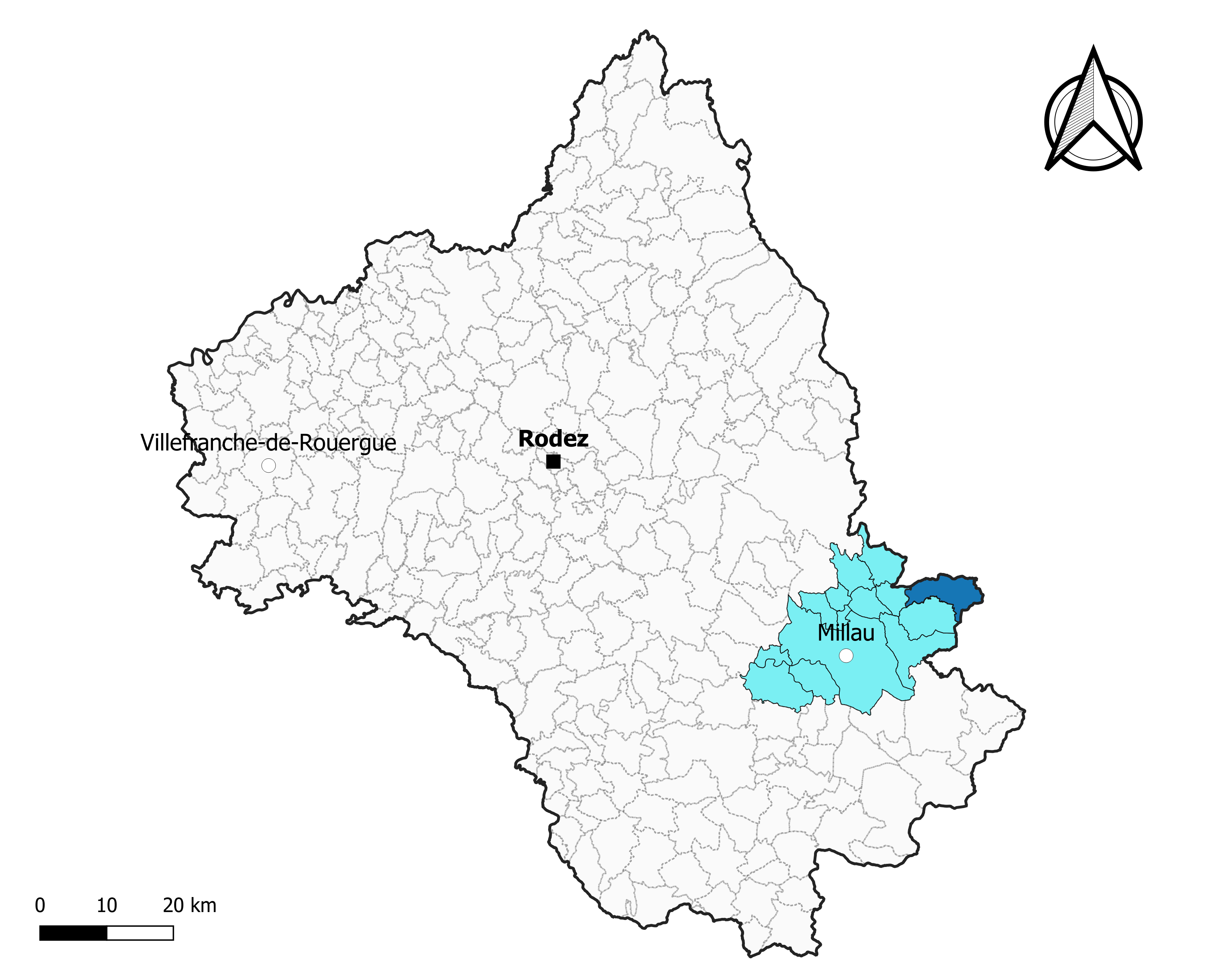
Veyreau dans l'intercommunalité en 2020.
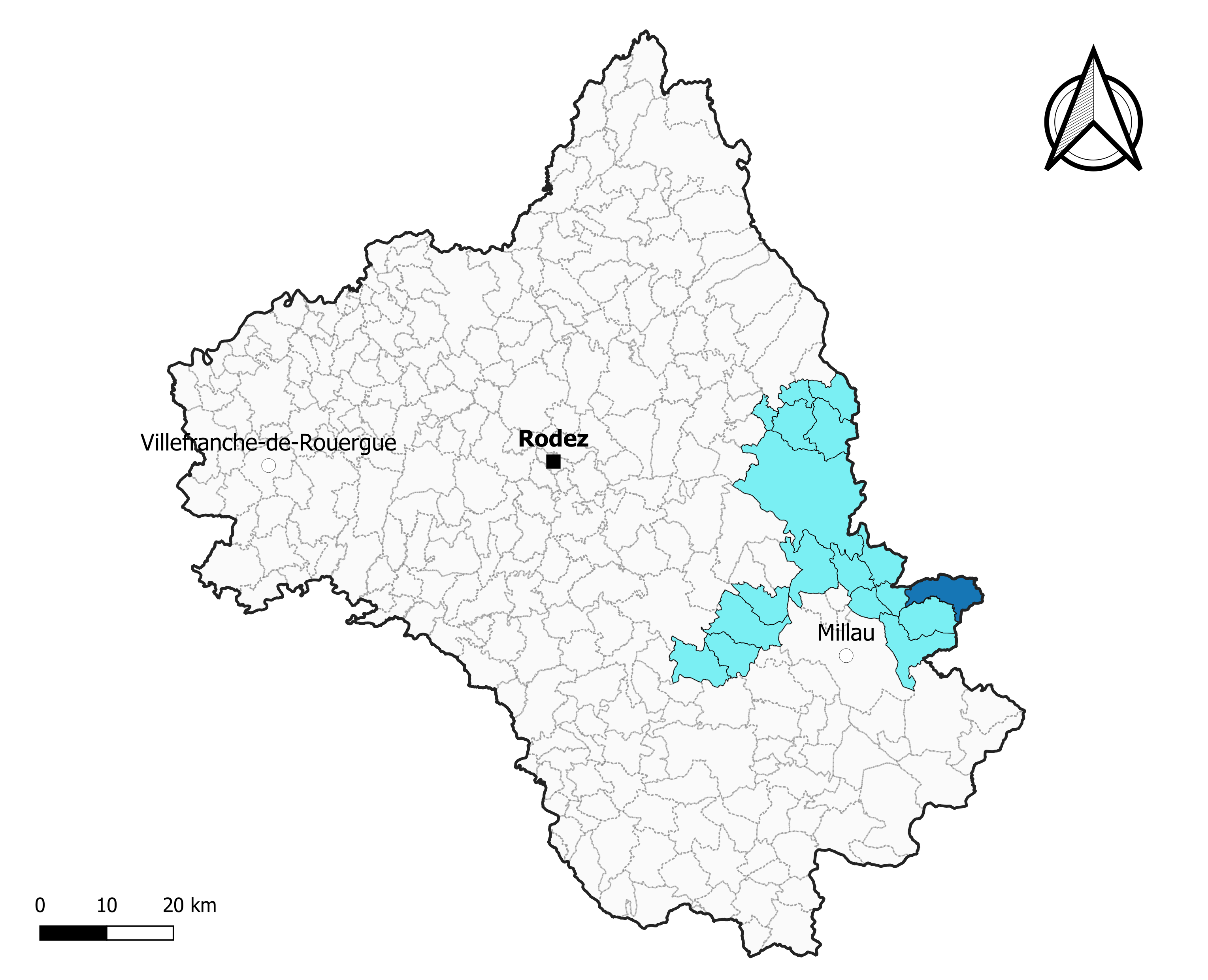
Veyreau dans le canton de Tarn et Causses en 2020.
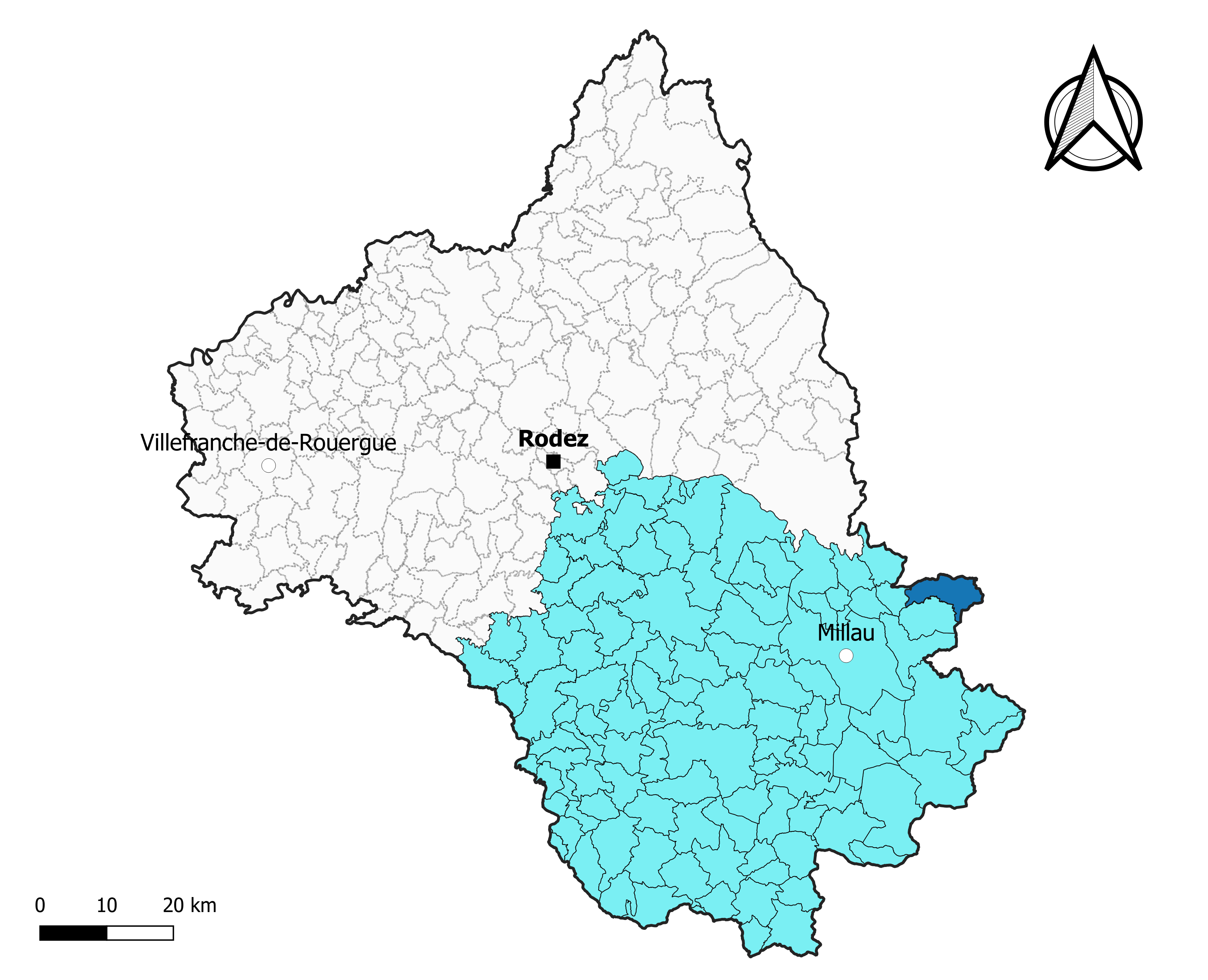
Veyreau dans l'arrondissement de Millau en 2020.

### Élections municipales et communautaires

#### Élections de 2020
Le conseil municipal de Veyreau, commune de moins de 1 000 habitants, est élu au scrutin majoritaire plurinominal à deux tours avec candidatures isolées ou groupées et possibilité de panachage. Compte tenu de la population communale, le nombre de sièges à pourvoir lors des élections municipales de 2020 est de 11. Sur les douze candidats en lice, onze sont élus dès le premier tour, le 15 mars 2020, correspondant à la totalité des sièges à pourvoir, avec un taux de participation de 48,05 %.
Miguel Garcia, maire sortant, est réélu pour un nouveau mandat le 23 mai 2020.
Dans les communes de moins de 1 000 habitants, les conseillers communautaires sont désignés parmi les conseillers municipaux élus en suivant l’ordre du tableau (maire, adjoints puis conseillers municipaux) et dans la limite du nombre de sièges attribués à la commune au sein du conseil communautaire. Un siège est attribué à la commune au sein de la communauté de communes de Millau Grands Causses.

#### Liste des maires
| Période                                  | Période       | Identité         | Étiquette | Qualité                 |
| ---------------------------------------- | ------------- | ---------------- | --------- | ----------------------- |
| Les données manquantes sont à compléter. |               |                  |           |                         |
|                                          |               |                  |           |                         |
| mars 1977                                | 2008          | René Arnal       | SE        | Comptable en entreprise |
| 2008                                     | décembre 2021 | Miguel Garcia,   | SE        | Profession libérale     |
| décembre 2021                            | mars 2022     | Régis Cartayrade |           | Maire par intérim       |
| mars 2022                                | En cours      | Régis Cartayrade |           | Maçon retraité          |

## Démographie
L'évolution du nombre d'habitants est connue à travers les recensements de la population effectués dans la commune depuis 1793. Pour les communes de moins de 10 000 habitants, une enquête de recensement portant sur toute la population est réalisée tous les cinq ans, les populations de référence des années intermédiaires étant quant à elles estimées par interpolation ou extrapolation. Pour la commune, le premier recensement exhaustif entrant dans le cadre du nouveau dispositif a été réalisé en 2007.

En 2022, la commune comptait 129 habitants, en évolution de −7,86 % par rapport à 2016 (Aveyron : +0,37 %, France hors Mayotte : +2,11 %).
| 1793 | 1800 | 1851 | 1856 | 1861 | 1866 | 1872 | 1876 | 1881 |
| ---- | ---- | ---- | ---- | ---- | ---- | ---- | ---- | ---- |
| 451  | 491  | 595  | 520  | 508  | 491  | 510  | 512  | 505  |

| 1886 | 1891 | 1896 | 1901 | 1906 | 1911 | 1921 | 1926 | 1931 |
| ---- | ---- | ---- | ---- | ---- | ---- | ---- | ---- | ---- |
| 498  | 530  | 531  | 532  | 457  | 455  | 325  | 310  | 313  |

| 1936 | 1946 | 1954 | 1962 | 1968 | 1975 | 1982 | 1990 | 1999 |
| ---- | ---- | ---- | ---- | ---- | ---- | ---- | ---- | ---- |
| 326  | 279  | 212  | 164  | 140  | 110  | 109  | 106  | 109  |

| 2006 | 2007 | 2012 | 2017 | 2022 | - | - | - | - |
| ---- | ---- | ---- | ---- | ---- | - | - | - | - |
| 122  | 124  | 134  | 137  | 129  | - | - | - | - |

## Économie

### Emploi
| Division       | 2008  | 2013  | 2018   |
| -------------- | ----- | ----- | ------ |
| Commune        | 8,1 % | 4,7 % | 12,7 % |
| Département    | 5,4 % | 7,1 % | 7,1 %  |
| France entière | 8,3 % | 10 %  | 10 %   |

En 2018, la population âgée de 15 à 64 ans s'élève à 78 personnes, parmi lesquelles on compte 73,4 % d'actifs (60,8 % ayant un emploi et 12,7 % de chômeurs) et 26,6 % d'inactifs,. En  2018, le taux de chômage communal (au sens du recensement) des 15-64 ans est supérieur à celui de la France et du département, alors qu'il était inférieur à celui de la France en 2008.
La commune fait partie de la couronne de l'aire d'attraction de Millau, du fait qu'au moins 15 % des actifs travaillent dans le pôle,. Elle compte 17 emplois en 2018, contre 27 en 2013 et 23 en 2008. Le nombre d'actifs ayant un emploi résidant dans la commune est de 49, soit un indicateur de concentration d'emploi de 34,8 % et un taux d'activité parmi les 15 ans ou plus de 52,6 %.
Sur ces 49 actifs de 15 ans ou plus ayant un emploi, 16 travaillent dans la commune, soit 33 % des habitants. Pour se rendre au travail, 79,6 % des habitants utilisent un véhicule personnel ou de fonction à quatre roues, 2 % s'y rendent en deux-roues, à vélo ou à pied et 18,4 % n'ont pas besoin de transport (travail au domicile).

### Activités hors agriculture

#### Secteurs d'activités
8 établissements sont implantés  à Veyreau au 31 décembre 2019.
Le secteur de la construction est prépondérant sur la commune puisqu'il représente 50 % du nombre total d'établissements de la commune (4 sur les 8 entreprises implantées  à Veyreau), contre 13 % au niveau départemental.

#### Entreprises
L'économie de la commune est caractérisée par une agriculture traditionnelle extensive fondée sur l'élevage pour la production laitière de brebis destinée à l'élaboration des fromages de roquefort, pérail, tome et pour la production de veaux et agneaux destinés à l'engraissement.
Nous trouvons également une miellerie et des artisans (maçonnerie, plombier électricien, menuisier, etc.)
La commune se développe avec l'aménagement de 9 parcelles en 2010 toutes vendues à ce jour.
19 permis de construire ont été déposés sur les 12 dernières années.

### Agriculture
|               | 1988  | 2000  | 2010  | 2020  |
| ------------- | ----- | ----- | ----- | ----- |
| Exploitations | 12    | 6     | 6     | 9     |
| SAU (ha)      | 1 886 | 1 310 | 1 005 | 1 210 |

La commune est dans les Grands Causses, une petite région agricole occupant le sud-est du département de l'Aveyron. En 2020, l'orientation technico-économique de l'agriculture  sur la commune est l'élevage d'ovins ou de caprins. Neuf exploitations agricoles ayant leur siège dans la commune sont dénombrées lors du recensement agricole de 2020 (12 en 1988). La superficie agricole utilisée est de 1 210 ha,,.

## Culture locale et patrimoine

### Lieux et monuments
- Le nord de la commune fait partie du site naturel classé depuis le 29 mars 2002 des « gorges du Tarn et de la Jonte »[63]. En effet, le territoire communal est bordé au nord sur une douzaine de kilomètres par la Jonte et par ses gorges, hautes de 300 à 400 mètres.
- Le prieuré de Saint-Jean-de-Balmes est un ancien prieuré de style roman des XIe et XIIIe siècles, sur la RD29 dans la forêt domaniale du causse Noir. Il est classé au titre des monuments historiques en 1989[64].
- Chapelle du prieuré de Saint-Jean-de-Balmes.
- Église Saint-Jean-Baptiste de Veyreau.
- Chapelle du Maynial.
- Habitats séculaires, toits-citernes.
- Sur le territoire communal ont été répertoriés deux dolmens : le dolmen du Luc[65] et le dolmen du Serre-de-Pallalergues[66], ainsi que sept menhirs : le menhir d'Aluech[67], le menhir de la Bartasserie[68], les deux menhirs de Bré[69],[70], le menhir des Cayrades[71], le menhir du Luc[72] et le menhir du Sabot[73].

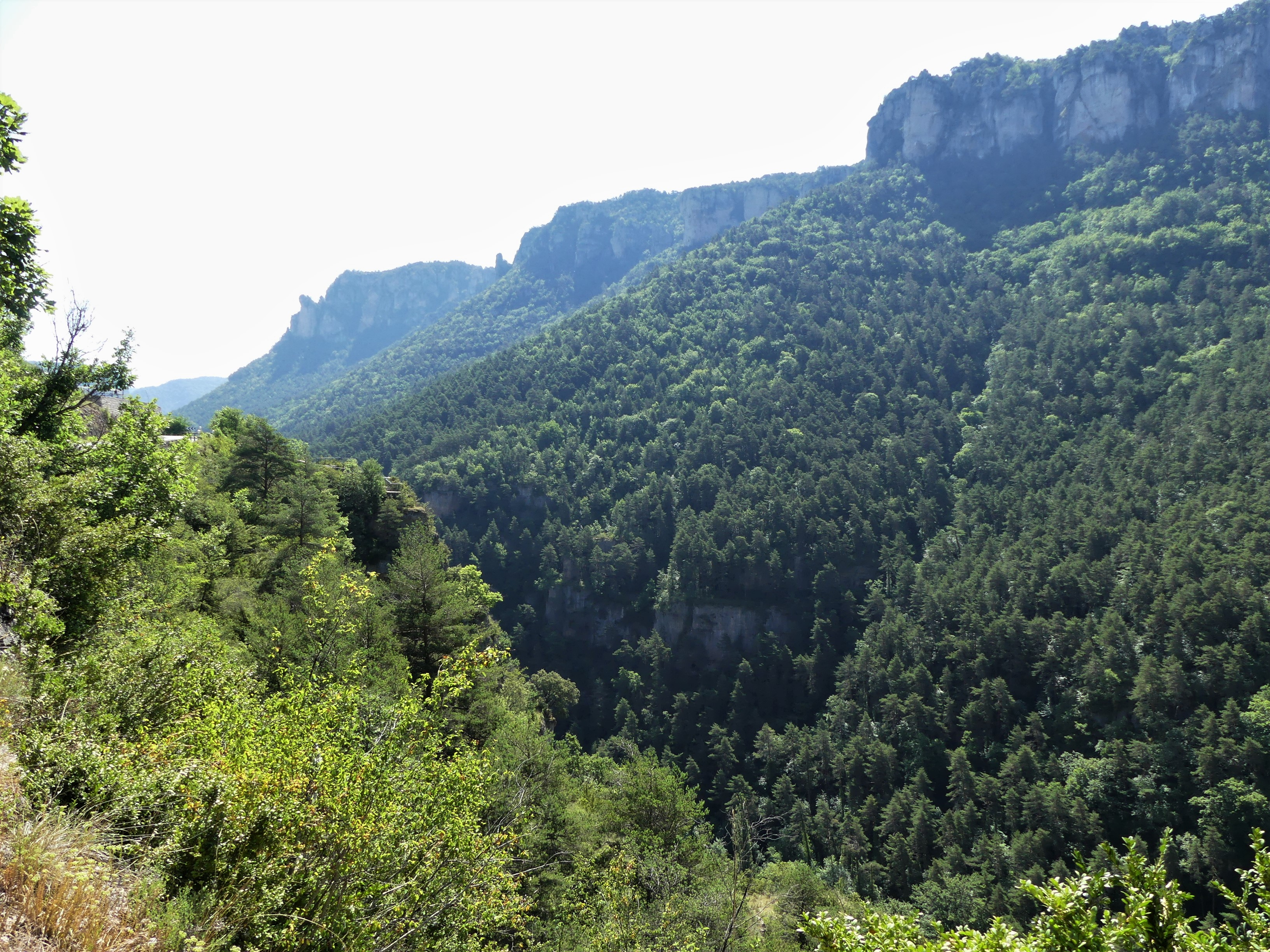
Les gorges de la Jonte en limite de Veyreau (à droite) et Saint-Pierre-des-Tripiers (au premier plan à gauche).
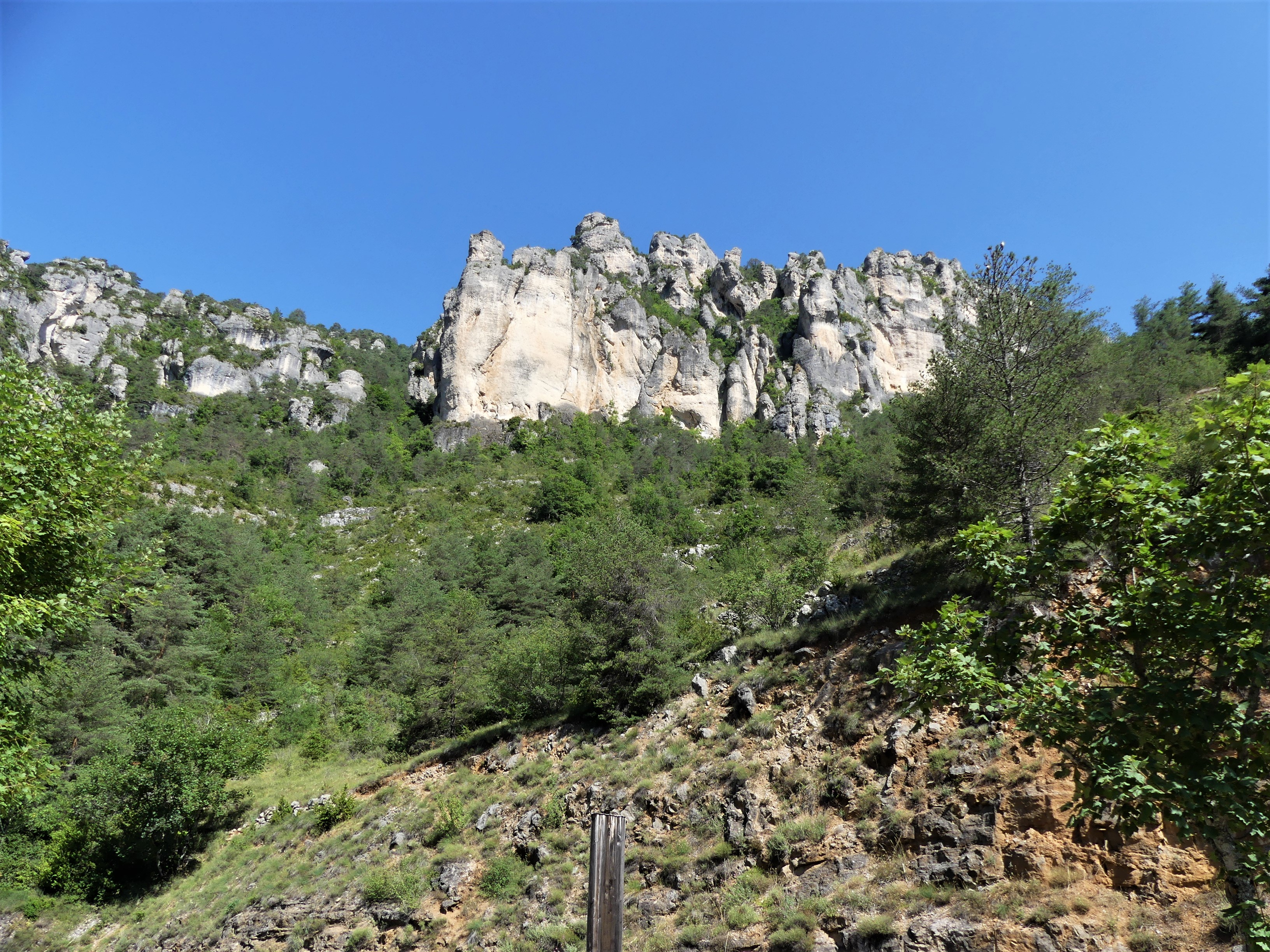
Rochers dans les gorges de la Jonte.
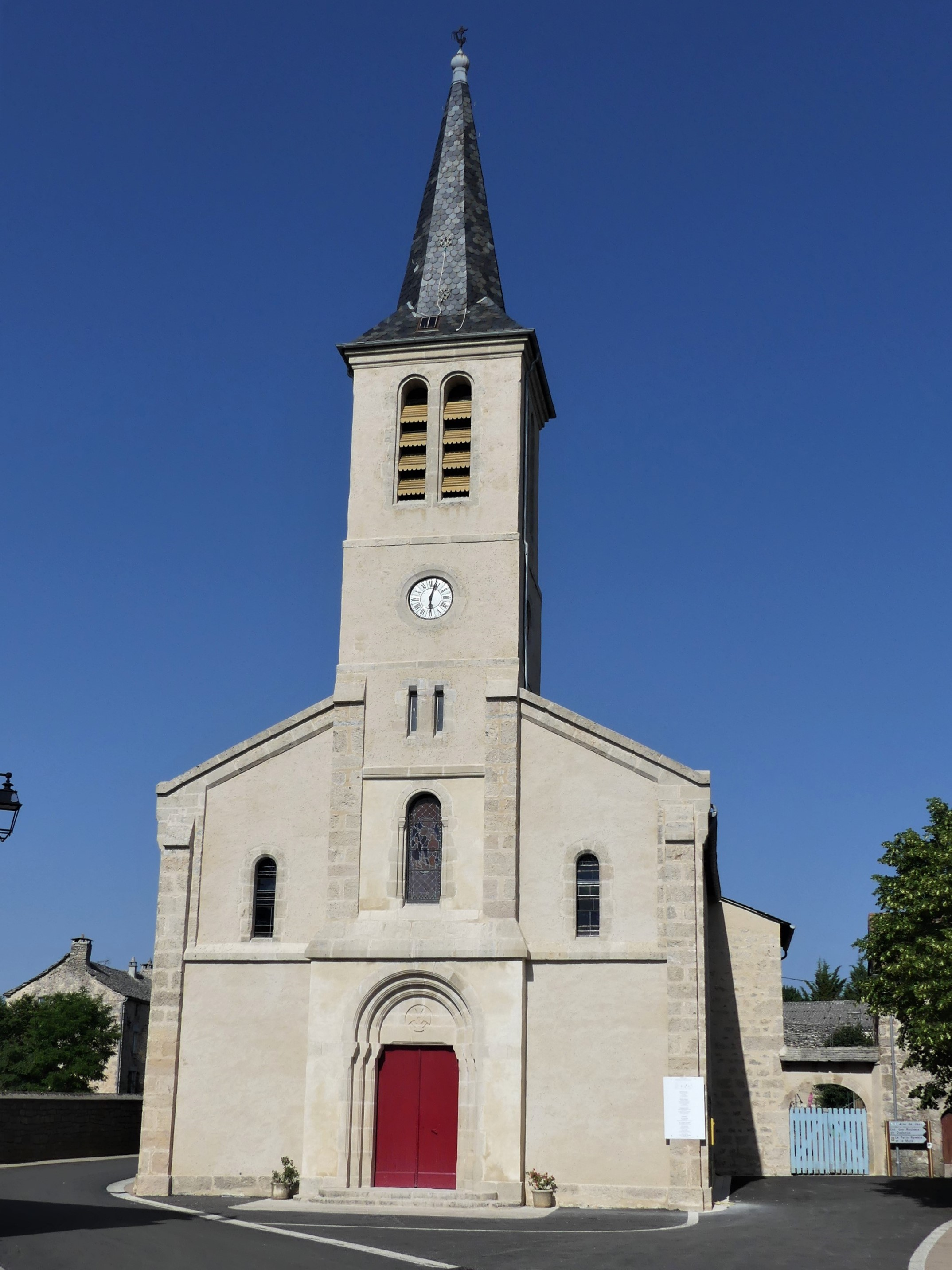
L'église Saint-Jean-Baptiste.
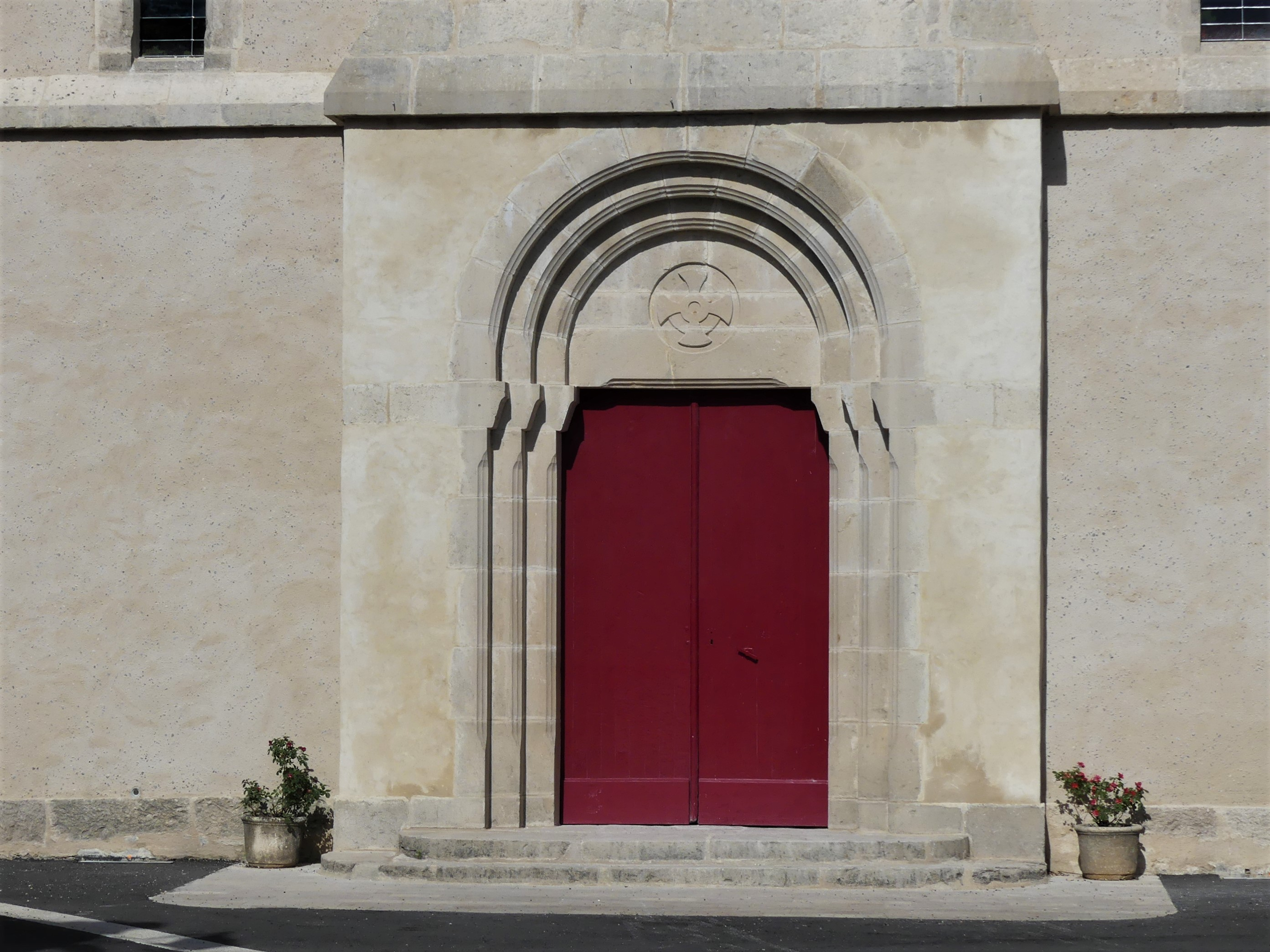
Son portail.
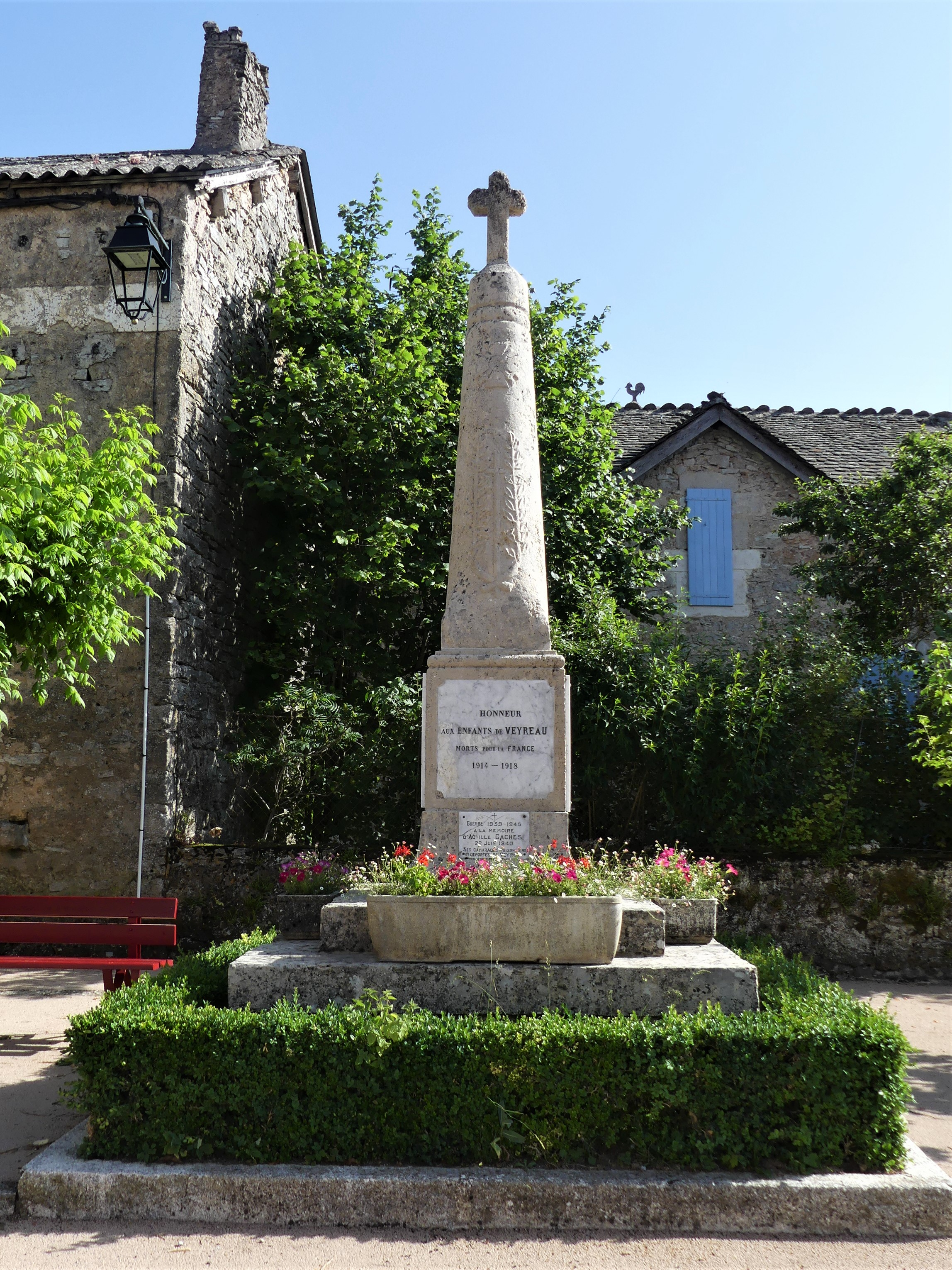
Le monument aux morts.

### Héraldique
| Blason de Veyreau | Blason  | De gueules à la lettre capitale V d'or aux traits intérieurs dessinant un pied de fleur de lis, surmontée d'une croix cléchée, vidée et pommetée de douze pièces d'or. |
| Blason de Veyreau | Détails | Le statut officiel du blason reste à déterminer. |